# Thelypteris binervata
Thelypteris binervata är en kärrbräkenväxtart som beskrevs av Alan Reid Smith. Thelypteris binervata ingår i släktet Thelypteris och familjen Thelypteridaceae. Inga underarter finns listade.